# Emanuele De Nobili
Emanuele De Nobili ou Emmanuele De Nobili (1766, Catanzaro - 4 avril 1826, Catanzaro) est un homme politique et noble napolitain originaire de Catanzaro ainsi qu'une des personnalités les plus riches du royaume de Naples napoléonien. Il est par ailleurs grand chambellan du roi Joachim Murat de 1808 à 1815, titre qui équivaut à celui de grand chambellan de France, et chevalier de l'ordre souverain de Malte dès 1801. Entre 1800 et 1810, il acquiert 38 % de toutes les ventes effectuées dans le royaume de Naples ainsi que 40 % des biens expropriés à l’Église en Italie du Sud. À la fin de sa vie, l'empire territorial de De Nobili s'étendait sur la totalité des actuelles communes de Simeri Crichi, Soveria Simeri, Sellia, Sellia Marina, Montauro, Gasperina, Montepaone et sur certaines parties de Catanzaro, Cutro, Isola di Capo Rizzuto, Stalettì, Palermiti et plusieurs autres. Il fut également impliqué dans l'Affaire De Nobili qui mena ses enfants à l'exil à Corfou. Le palais qu'il fait construire pour lui et sa famille dans le centre de Catanzaro deviendra en 1865 la mairie de cette ville, chef-lieu de la Calabre.

## Biographie

### Famille
Emanuele De Nobili est le fils de Cesare De Nobili, 7e baron de Medina, et d'Isabelle de Salazar dont la famille est originaire d'Espagne. Il descend par son père des De Nobili de la Bagliva.
Au XIVe siècle, la famille de Salazar dont il descend par sa mère est une des quatre plus importantes maisons de Vieille-Castille. Le premier membre connu de celle-ci est Lope Garzia de Salazar, riche noble au temps du roi Bermude II de León puis le Comte Pedro Garzia de Salazar en 1156. Les Salazar descendraient de Lain Calvo, un des premiers juges de Castille. Elle compte parmi ses membres le cardinal Pedro de Salazar. La branche des Salazar de Naples descendait de celle de Cordoue et s'installa en Italie du Sud en la personne de don Alfonso de Salazar qui fut président de la Regia Camera du royaume de Naples en 1568.

### Avant la période napoléonienne
Le père d'Emanuele De Nobili meurt en 1792 en laissant pour héritier son fils aîné Raffaele qui obtient ainsi le titre de baron de Medina (fief urbain à l'intérieur de la ville de Catanzaro) puis celui de baron du bailliage de Catanzaro. Emanuele De Nobili se marie aux alentours de 1790 avec Olimpia Schipani (surnommée la Baronessa), noble dame provenant de la branche des Schipani de Squillace, et leur première fille Isabella De Nobili naît en 1794. Elle sera suivie par Cesare De Nobili en 1798, Domenico De Nobili en 1802, Antonio De Nobili en 1805, Rachele De Nobili et Maria Teresa De Nobili, qui épousera Raffaele Poerio et sera la belle-mère du ministre Giovanni Nicotera.
Le 8 octobre 1800, Emanuele rachète pour 211000 ducats au duc Giuseppe Barretta-Gonzaga (descendant de Giovanni Gonzague) le duché de Simeri qu'ils possédaient depuis 1739. Celui-ci comprenait les terres de Simeri, de Crichi et de Soveria pour un total de 2 386 habitants et équivalait aux actuelles communes de Simeri Crichi et Soveria Simeri mais comme le De Nobili ne règle pas la totalité de la somme, il n'obtient pas le titre de duc de Simeri mais celui de baron de Simeri, de Crichi et de Soveria,. Ces trois fiefs s'étendait au total sur 15 propriétés et 4 656 tomoli (it) (soit 1 566,7 hectares).
Emanuele obtient aussi le titre de baron de Sellia (terres comprenant l'actuelle commune de Sellia et une partie de la commune de Sellia Marina, l'autre partie se trouvant sous la féodalité de Simeri, qu'il possède également)
En 1801, Emanuele De Nobili et son cousin Felice De Nobili (1749-1816), 6e baron de Magliacane et 1er baron d'Amendola, sont reçus dans l'ordre souverain de Malte et inscrits au Prieuré de Capoue.

### Les Palais De Nobili
Emanuele De Nobili et sa femme firent construire le Château de Nobili à La Petrizia (frazione de Sellia Marina) puis, en 1784, le Palais De Nobili della Bagliva (Palazzo De Nobili en italien) à Catanzaro, tous deux par l'architecte Andreotti. C'est dans ce même palais que dormit le roi Joseph Bonaparte le 26 avril 1806 alors qu'il se rendait à Naples. Le château à La Petrizia fut habité par les de Nobili jusqu'en 1972 quand il est vendu à Benito Ciocci tandis que le palais fut vendu à la commune de Catanzaro. En 1861, la famille De Nobili décida de céder le palais à la commune et la vente fut conclue en 1863, par acte du notaire Spadola, pour 67 998 lires italiennes. La même année, il devint la Mairie de la ville de Catanzaro,,,.

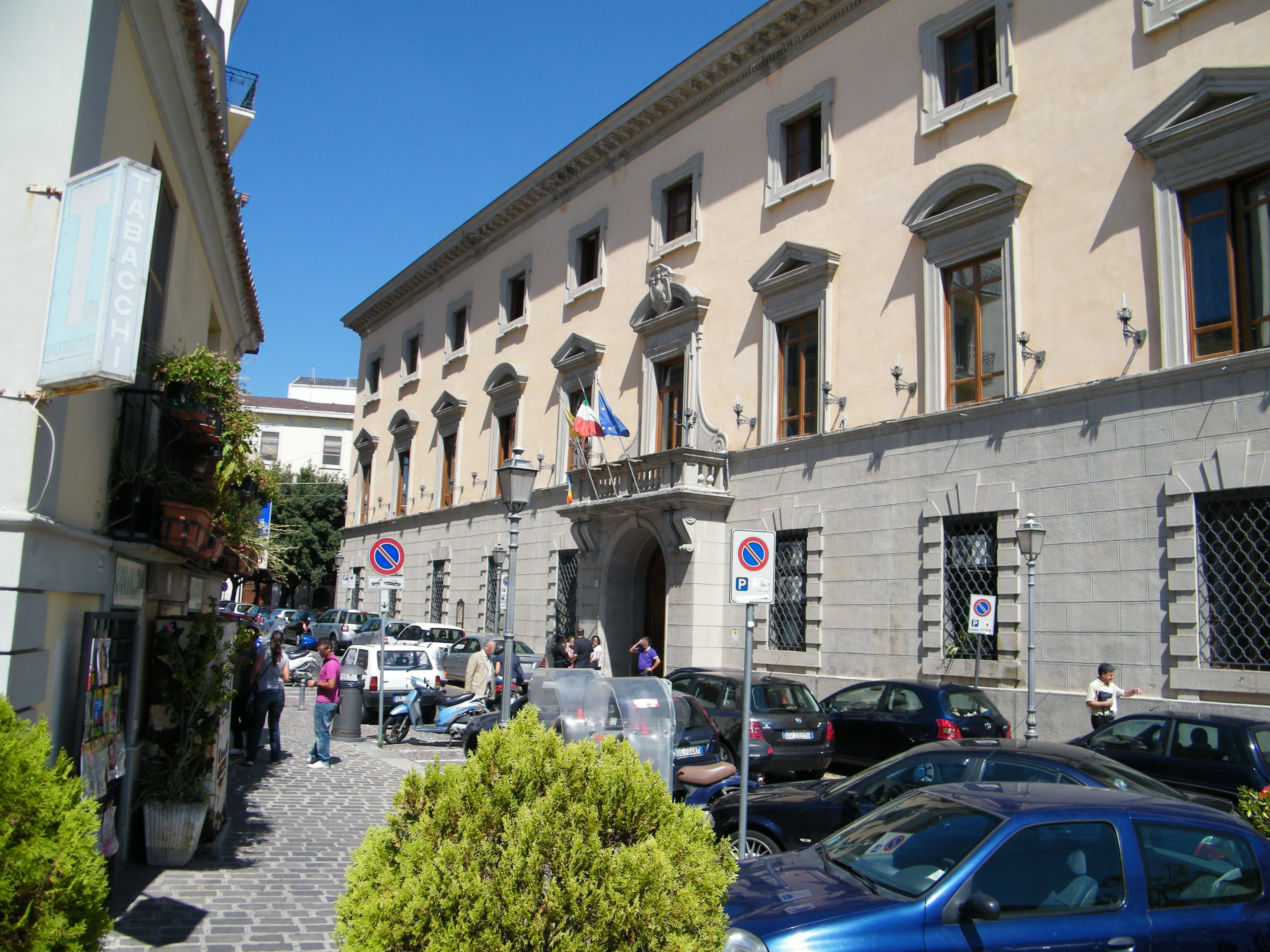
Façade du Palais De Nobili della Bagliva.
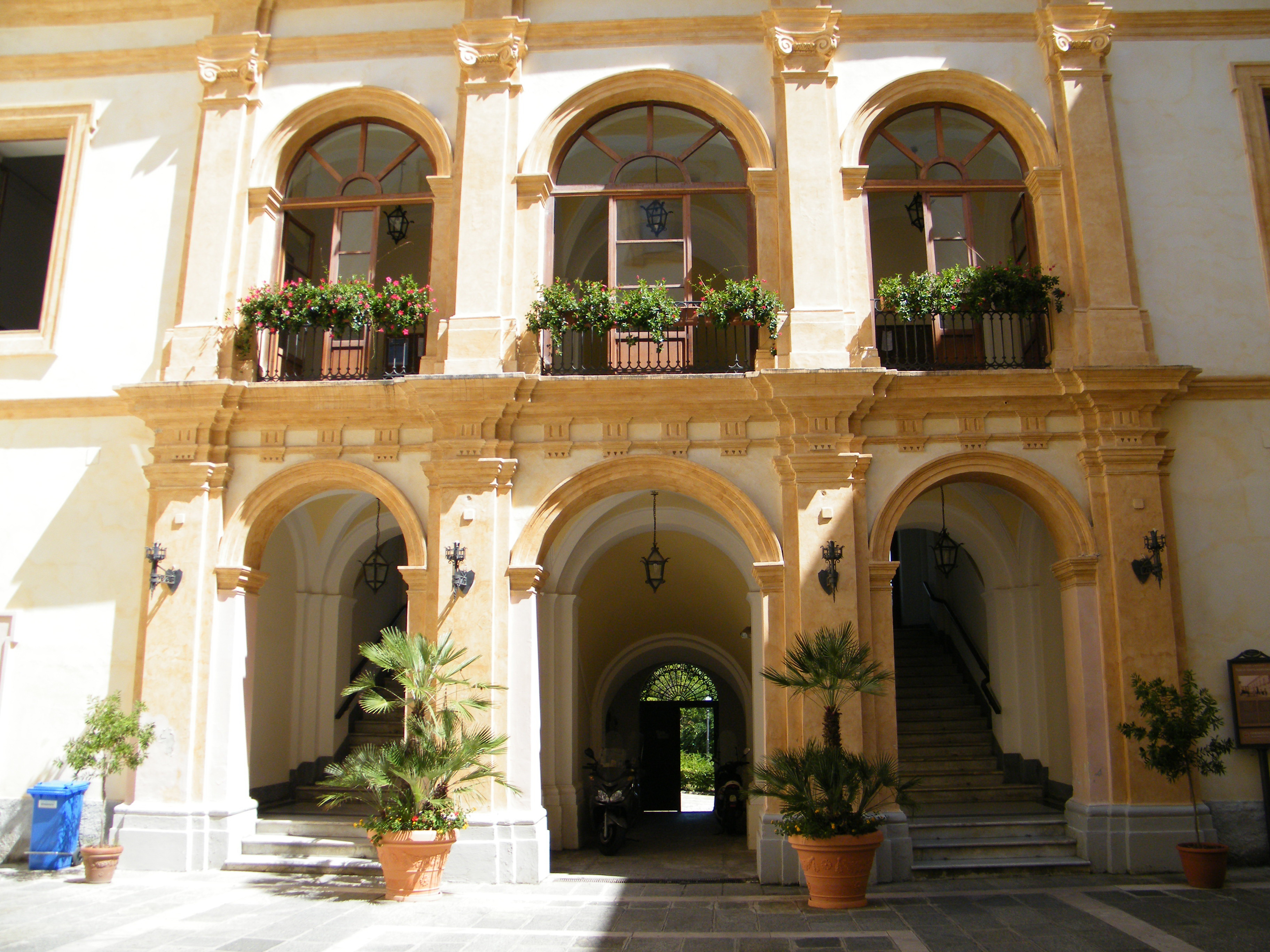
Cour intérieure du Palais De Nobili.
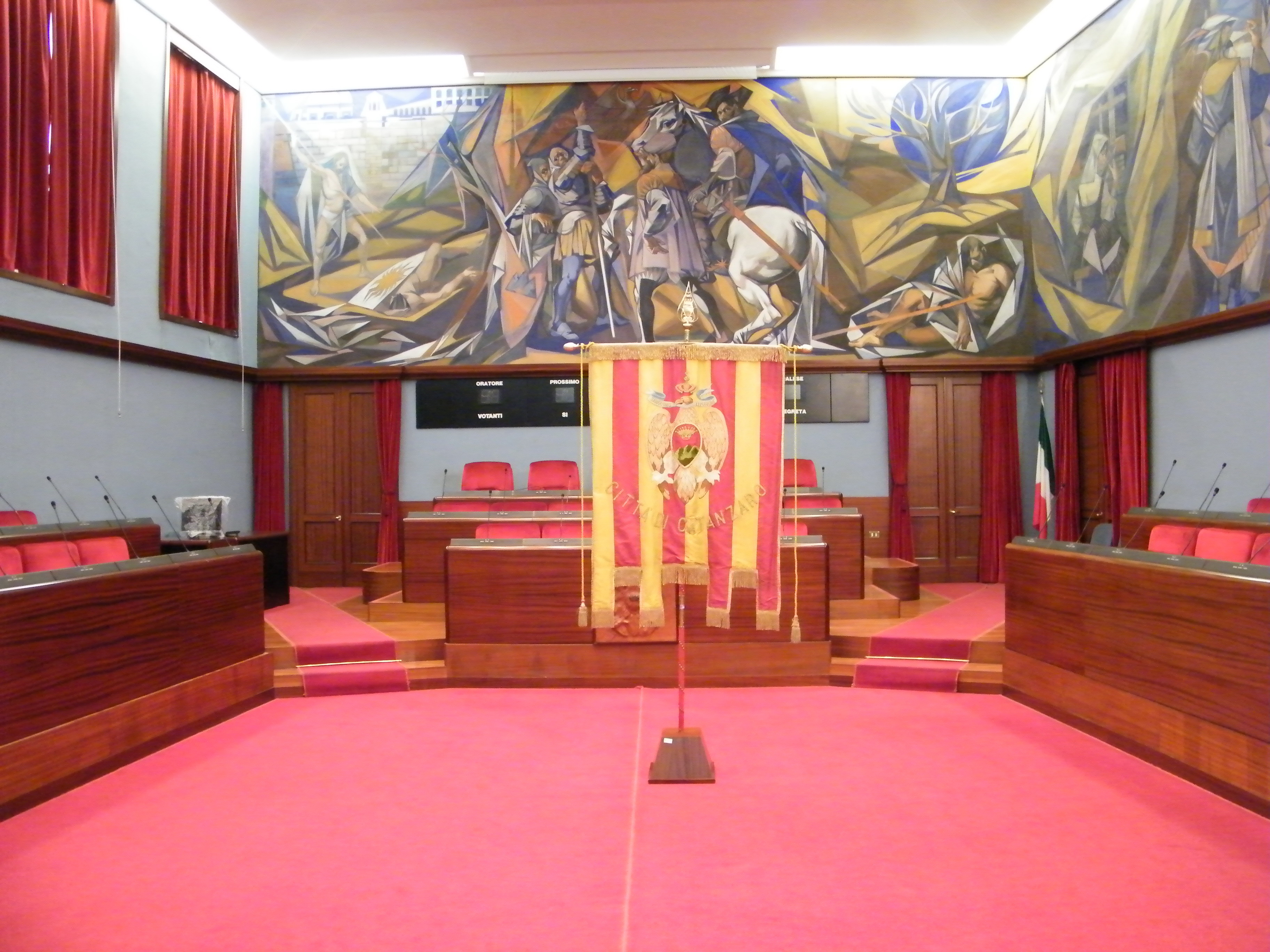
Siège du Conseil communal à Palais De Nobili
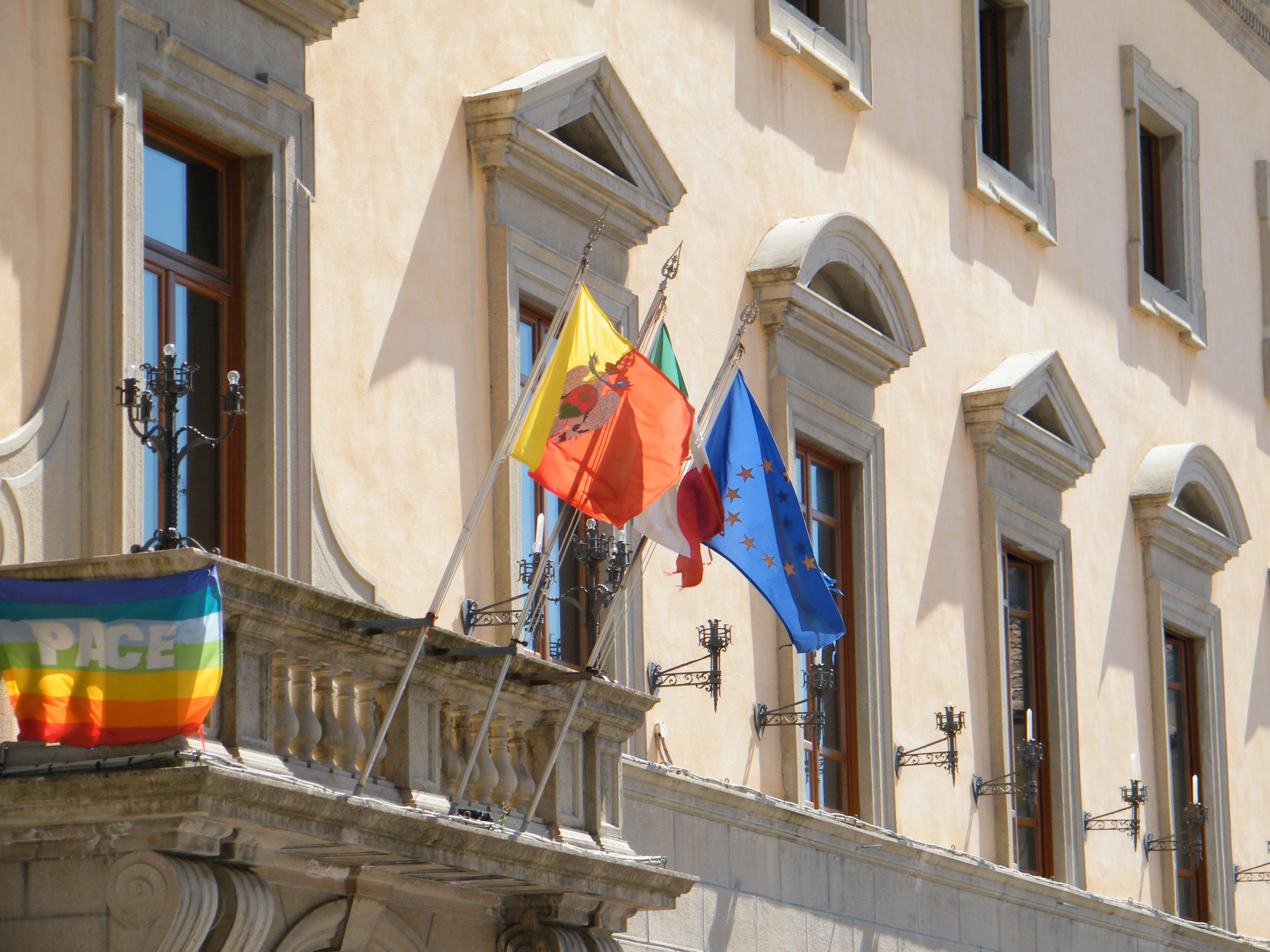
Balcon du Palais De Nobili.
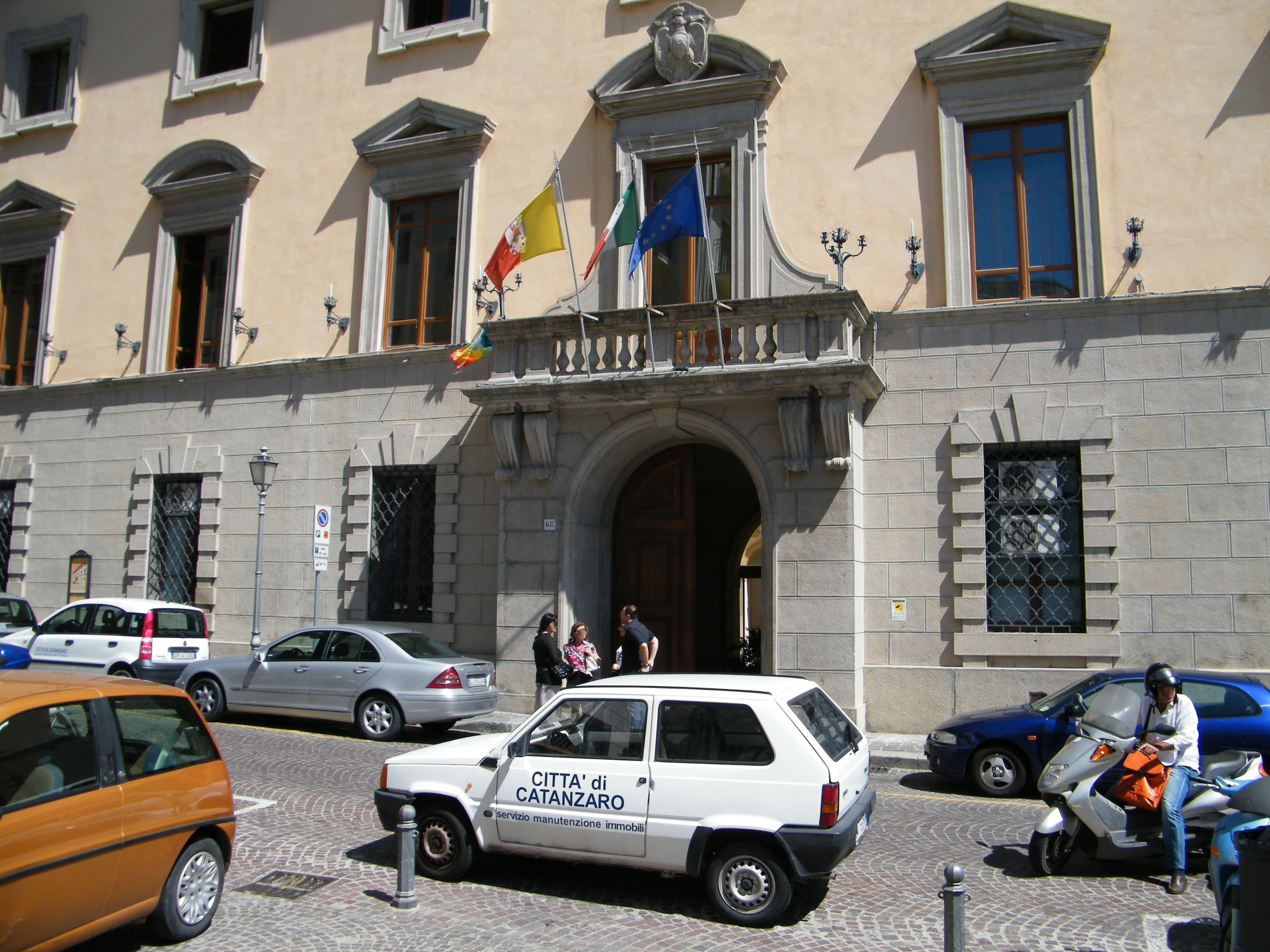
Portail principale du Palais De Nobili.

Aux environs de 1800, il achète une propriété de 2 500 m2 dans la Province de Crotone, entre Cutro et Isola di Capo Rizzuto. Dans les années 1810, cette propriété sera rachetée par Giuseppe Maria Daoria (1730-1816), 133e doge de Gênes, qui l'inclut dans le duché attenant de Massanova que sa famille possédait depuis 1618 avant de le vendre au baron Guglielmo Barracco en 1850. Celui-ci y fera construire la Villa Margherita de Cutro (elle tient son nom du fait que la reine d'Italie Marguerite de Savoie s'en servit comme lieu de villégiature) en 1880 qui sera restaurée par son descendant Luigi Barracco en 1930.

### La période napoléonienne

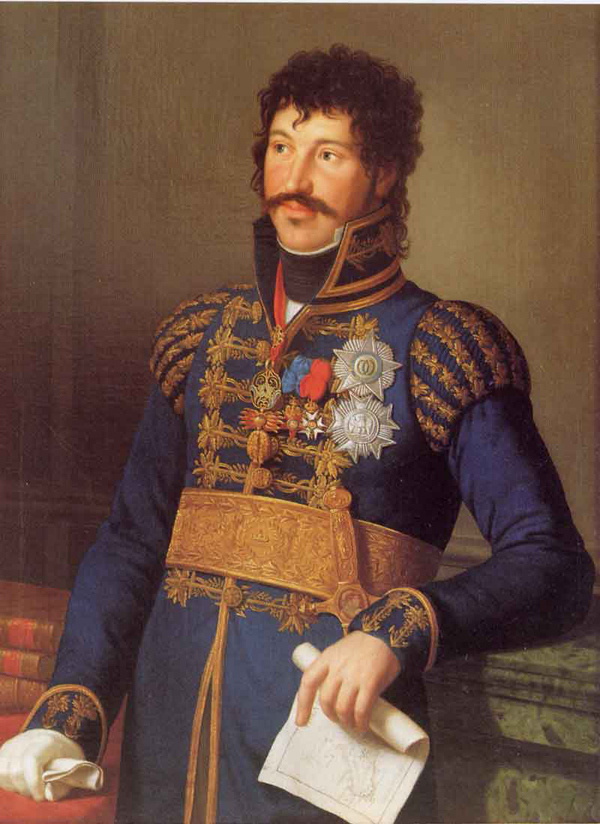
Portait de Joachim Murat en 1814.

Au tout début du XIXe siècle, le royaume de Naples est dirigé par les Bourbon-Siciles mais ceux-ci sont chassés en 1806 par les troupes napoléoniennes sous le commandement du frère de Napoléon Ier, Joseph Bonaparte, qui fonde le royaume de Naples napoléonien et en devient le premier roi. Le roi Joseph proclame ainsi l'abolition de la noblesse mais la plupart des nobles gardent quand même leurs terres. Emanuele De Nobili, dont la famille était de tendance libérale et pro-française (par opposition aux conservateurs pro-Bourbons), fait amitié avec le nouveau roi qui vient passer une nuit chez lui dans le Palais De Nobili della Bagliva (actuelle Mairie de Catanzaro). Un cousin d'Emanuele et fils de Felice De Nobili, Carlo De Nobili, 7e baron de Magliacane, est nommé par le nouveau gouvernement français à la direction de la commune de Catanzaro en devenant ainsi le 1er Maire de la ville.
En 1808, Joseph Bonaparte devient roi d'Espagne et Joachim Murat, beau-frère de Napoléon Ier, lui succède sous le nom de Gioacchino Ier. Grâce à sa richesse et à son importance, Emanuele De Nobili est nommé grand chambellan de Joachim Murat (Gran Ciambellano di corte del Murat) et il le restera jusqu'à la chute du royaume de Naples napoléonien en 1815. La charge de grand chambellan, équivalant alors à celle de grand chambellan de France, désignait le chef des chambellans ordinaires de la cour du roi (eux-mêmes hauts dignitaires du royaume attachés aux appartements du souverain puis comme maîtres de cérémonies).
Après les séismes de 1783, l’État avait dû financer la reconstruction du sud de la Calabre et pour cela il avait confisqué les biens de l’Église catholique et des monastères de la Calabre ultérieure et les avait revendus en offres publiques d'achat à travers la Cassa sacra (it) (organe du gouvernement du royaume de Naples dans la Calabre ultérieure pour l'administration des biens expropriés de l’Église). Face à différentes difficultés économiques, le royaume de Naples napoléonien se voit obligé de vendre la plupart des biens de l’Église qu'il avait conservés. Parmi ceux-ci se trouve la Grange de Sant'Anna (Grangia di Sant’Anna ou Grancia di Sant'Anna), aussi appelée Grange de Montauro, qu’Emanuele De Nobili rachète en 1808 pour 407 800 ducats,. Elle avait été offerte par le comte Roger Ier de Sicile à la Chartreuse de Serra San Bruno et elle était entouré de remparts jusqu'au XVIe siècle. La Grange comprend alors 60 propriétés agricoles, 15 centres urbains, 3 églises (églises de Sant'Anna, de San Pantaleone de Montauro et de San Nicola de Gasperina) et 7 moulins pour un total de 1 365 tomoli (it) (soit 459,3 hectares) avec un revenu de 5 377 ducats,,,,. Le territoire de la Grange de Sant'Anna s'étendait sur la moitié sud de la commune de Stalettì, la totalité de celles de Montauro, Gasperina et Montepaone ainsi que la partie est de celle de Palermiti.
La vente de la Grangia di Sant'Anna a lieu à Naples et représente l'unique vente de la Cassa sacra payée en cedole (monnaie de papier) de la Calabre ultérieure de 1806 à 1808,.
Emanuele De Nobili est l’acquéreur de 38 % de toutes les ventes de la décennies 1800-1810 dans le royaume de Naples principalement grâce au rachat d'une grande partie des offres publiques d'achat de la Cassa sacra (it) (organe du gouvernement du royaume de Naples dans la Calabre ultérieure pour l'administration des biens expropriés à l’Église catholique et aux monastères). De plus, il rachète 40 % des biens immobiliers expropriés à l’Église en Italie du Sud toujours grâce à la Cassa sacra.
En effet, outre l'achat de la Grangia di Sant'Anna, Emanuele De Nobili achète auprès de Vitaliano Pistoja et de Vincenzo Golia les fondi (vastes propriétés terriennes) de Valle di Viali (40 tomolates soit 13,5 hectares), de Grandina, de Piparetto (56 tomolates soit 19 hectares), de Valeriali (12 tomolates soit 4 hectares), d'en second fonds nommé Grandina, de Colameo (27 tomolates soit 9 hectares), de Giampalazzo (100 tomolates soit 34 hectares), de Chiaro et de Serravalle,,.
En janvier 1814, le roi Joachim Murat signe une alliance entre le royaume de Naples napoléonien et l'Autriche, ennemie de Napoléon Ier, ce qui est vu comme une trahison. Après l'exil de Napoléon, Joachim Murat réussit à conserver le royaume de Naples au premier congrès de Vienne grâce à ses alliés autrichiens. Pourtant, durant les Cent-Jours et le retour de l'empereur, il tente un retournement d'alliance et se fait battre par l'empire d'Autriche le 2 mars 1815 à Tolentino puis quitte Naples le 19. À l'annonce de la défaite de Waterloo, il s'enfuit en Corse où il lève une armée pour débarquer en Calabre et reprendre son royaume en espérant compter sur le soutien de son ancien grand chambellan, Emanuele De Nobili. Murat est finalement capturé par les Bourbon-Siciles et il est fusillé à Pizzo le 13 octobre 1815.

### Fin de vie
Le 7 novembre 1822 à 21 heures, trois des fils d'Emanuele : Cesare De Nobili , Domenico De Nobili et Antonio De Nobili assassinent à coups de carabine le jeune noble Saverio Marincola car les De Nobili et les Marincola sont ennemis et Saverio est l'amant de leur sœur Rachele De Nobili. Les trois fils s'enfuient ensuite en Turquie (à Smyrne) puis en Grèce sur l'île de Corfou. Lors du procès, le baron De Nobili engagea les meilleurs avocats du royaume pour protéger ses enfants : Giuseppe Marini-Serra et Giuseppe Poerio tandis que l'avocat Marincola protégeait la victime.
À la suite du procès de ses fils dont il doit payer les frais, Emanuele De Nobili se retrouve endetté et cède ainsi en hypothèque une partie de la Grange de Sant'Anna à la famille Barracco (famille ayant possédé le plus de terrain en Italie). De plus, il se retrouve endetté auprès de la famille Pia del Sesto de Milan à qui il doit de nombreuses créances, ces mêmes créances (reportées sur les héritiers du baron Emanuele) seront ensuite rachetées dans les années 1830 par la famille Barracco.
Le baron don Emanuele De Nobili meurt, quelques années avant sa femme Olimpia Schipani, le 4 avril 1826 à 13 heures dans le Palazzo de Nobili della Bagliva à Catanzaro en présence de Michele Paolillo,.
À sa mort en 1826, c'est son frère Domenico De Nobili (déjà Doyen du Chapitre de la Cathédrale de Catanzaro ainsi que Procureur de la Commanderie de Belcastro) qui administre jusqu'en 1864 les propriétés qu'Emanuele laisse à sa famille. En 1840, la Grange de Sant'Anna sera revendue à la famille Barracco qui avait accumulé les créances sur le patrimoine d'Emanuele puis, lorsque la crise financière des De Nobili avait éclaté en 1838, en était entré en possession d'un tiers,.

## Distinctions
Chevalier de l'ordre souverain de Malte (depuis 1801).